# Onyekachi Okonkwo
Onyekachi Donatus „Tico“ Okonkwo (* 13. Mai 1982 in Aba) ist ein nigerianischer ehemaliger Fußballspieler.

## Karriere
Seine Karriere begann der defensive Mittelfeldspieler beim nigerianischen Erstligisten FC Enyimba, mit dem er 2003 und 2004 die CAF Champions League gewann.
Von 2005 bis 2007 spielte Tico beim südafrikanischen Spitzenclub Orlando Pirates in Johannesburg.
Am 26. Juni 2007 verkündete der 1. FC Köln ihn als Neuzugang. Am 2. Juli 2007 unterschrieb er allerdings einen Vier-Jahres-Vertrag beim FC Zürich. Der deutsche Zweitligist ließ verlauten, dass er unter diesen Umständen kein Interesse mehr an Okonkwo habe.
2008 stand er im Aufgebot Nigerias beim Africa Cup of Nations, kam aber nicht zum Einsatz.
Im Sommer 2010 wechselte er nach Katar zum Al-Kharitiyath Sports Club. Ab 2013 spielte er beim Black Aces FC, und 2015/16 wechselte er zum Mosta FC.